# Estadi Montilivi
Estadi Montilivi – stadion piłkarski w Gironie, w Hiszpanii. Został otwarty w 1970 roku. Może pomieścić 14624  widzów. Swoje spotkania rozgrywają na nim piłkarze klubu Girona FC, którzy przed otwarciem nowego obiektu występowali na Estadi Vista Alegre.